# Zdzisław Kupisiński
Zdzisław Kupisiński (ur. 2 października 1955  w Białaczowie) – polski duchowny, dr hab. nauk teologicznych, profesor nadzwyczajny Instytutu Teologii Fundamentalnej  Wydziału Teologii Katolickiego Uniwersytetu Lubelskiego Jana Pawła II.

## Życiorys
6 czerwca 1994 obronił pracę doktorską pt. Zwyczaje, obrzędy i wierzenia od adwentu do Wielkanocy w regionie Opoczyńskim, otrzymując doktorat, a 10 grudnia 2007 habilitował się na podstawie dorobku naukowego i pracy zatytułowanej Śmierć jako wydarzenie eschatyczne. Zwyczaje, obrzędy i wierzenia pogrzebowe oraz zaduszkowe mieszkańców regionu opoczyńskiego i radomskiego.
Objął funkcję profesora nadzwyczajnego w Instytucie Teologii Fundamentalnej na Wydziale Teologii Katolickiego Uniwersytetu Lubelskiego Jana Pawła II.

## Publikacje
- 2005: Liturgia Kościoła a ludowa obrzędowość Bożego Narodzenia w Opoczyńskiem[2]
- 2007: Śmierć w tradycji ludowej regionu opoczyńskiego i radomskiego[2]
- 2009: Metody badawcze stosowane w pracach dyplomowych z etnologii religii[2]